# ناثان كروفورد
ناثان كروفورد (بالإنجليزية: Nathan Crawford)‏ هو لاعب كرة قاعدة أسترالي، ولد في 5 نوفمبر 1986 في بريزبان في أستراليا.

## روابط خارجية
- ناثان كروفورد على موقع دوري كرة القاعدة الرئيسي (الإنجليزية)
- ناثان كروفورد على موقع دوري أستراليا لكرة القاعدة (الإنجليزية)
- ناثان كروفورد على موقعبيزبول رفرنس.كوم (الدوري الثانوي) (الإنجليزية)